# Луценко Олена Сергіївна
Олена Сергіївна Луценко (нар. 28 червня 1998, Біла Церква, Україна) — українська співачка. Переможниця талант-шоу «Голос країни» (2018).

## Життєпис
Олена Луценко народилася 28 червня 1998 року в місті Біла Церква Київської області України.
Заняття вокалом дівчинка почала в 5 років.
Вступила до Дніпропетровської консерваторії ім. М. Глінки на естрадно-джазове відділення. Навчання вона продовжила в Університеті культури і мистецтв на факультеті естрадного співу.
Член журі музичного конкурсу в Азербайджані.

## Творчість

### Пісні
- «Над Україною» (2018)[2][3]
- «Не тримай» (2019)[4][5]
- «Ти моє щастя» (2019)[6][7]